# Busko-Zdrój (district)
Busko-Zdrój (Powiat buski) is een Pools district (powiat) in de woiwodschap Heilig Kruis. Het district heeft een oppervlakte van 967,39 km² en telt 73.450 inwoners (2014).

## Gemeenten
| Gemeente           | inwoners (2006) | oppervlakte            |
| ------------------ | --------------- | ---------------------- |
| Busko-Zdrój (stad) | 32 512 (17 297) | 235,88 km² (12,28 km²) |
| Pacanów            | 7 897           | 123,89 km²             |
| Stopnica           | 7 838           | 125,43 km²             |
| Nowy Korczyn       | 6 381           | 117,31 km²             |
| Wiślica            | 5 690           | 100,58 km²             |
| Solec-Zdrój        | 4 987           | 84,9 km²               |
| Gnojno             | 4 735           | 95,66 km²              |
| Tuczępy            | 3 900           | 83,74 km²              |
| Samen              | 73 940          | 967,39 km²             |

Stadsdistrict:
Kielce

Districten:
Busko-Zdrój · Jędrzejów · Kazimierza · Kielce · Końskie · Opatów · Ostrowiec · Pińczów · Sandomierz · Skarżysko · Starachowice · Staszów · Włoszczowa

Grootste steden:
Kielce · Końskie · Ostrowiec Świętokrzyski · Sandomierz · Skarżysko-Kamienna · Starachowice